# ピカ☆☆ンチ LIFE IS HARDだからHAPPY
『ピカ★★ンチ LIFE IS HARDだからHAPPY』（ピカンチダブル ライフイズハードだからハッピー）は2004年に制作、3月1日に公開された嵐主演の日本映画。

## 概要
前作『ピカ☆ンチ LIFE IS HARDだけどHAPPY』から3年の時を経た仲間たちを描いた。
2014年、嵐デビュー15周年のメモリアルイヤーに、ピカンチシリーズのスピンオフ映画『ピカ☆★☆ンチ LIFE IS HARD たぶんHAPPY』が公開された。

## あらすじ
青山大学合格を目指し浪人生活を決意したシュン（相葉雅紀）、高校を退学させられ地元の弱小暴走族を続けるチュウ（櫻井翔）、板前修業の道を選んだボン（松本潤）、スーパーマーケットに就職の決まったハル（大野智）、そして前作でカリフォルニアに旅立ったタクマ（二宮和也）。新たな道へ踏み出した5人は、バラバラになってしまった。しかし、突然タクマが帰国し、ボン以外の4人が再会する。しかし、タクマが帰った八塩団地では団地の一部を取り壊し「八塩ヒルズ」というビルを建設しようとする自治体と、反対派住民グループ「八塩ピース」との間で激しい戦いが繰り広げられていた。八塩ピースの指導者である辻風真澄（櫻井淳子）は実は自治体の刺客だった。それを知ったボンは小型カメラを作り、自治体と真澄の密会の撮影を成功させる。そんな中、真澄の作戦にまんまと嵌ってしまったハルは「八塩ピース」の幹部になってしまう。

## 出演者
岡野瞬（シュン） - 相葉雅紀
青山学園大学を受験したが落ちてしまう。
しかし、同じ青（葵）学（葵学が経営する手芸教室）ということから手芸という趣味を見つけ自分のブランド（SHUNMEN）を持つまでにもなる。
二葉廉太郎（ボン） - 松本潤
板前修業中。ある一件でハル・シュンと仲たがいをし、旅に出ると言って八丈島で板前修業をしているということになっている。
貴田晴彦（ハル） - 大野智
本職はガウス八塩店の惣菜売り場店員だが公民館で地元のローカルテレビのために働いていた。
だまされやすい、思春期の男の子。ちょっと変態。タクマに恋をした女の子（君江の娘:ユカ）をとられてしまうが、その母君江の不倫相手。
恩田琢磨（タクマ） - 二宮和也
カリフォルニアから帰国。カリフォルニアでスケボーの腕を戦った相手（原宿詣での時に出会ったハリー蘭丸）とバンドを組むことになる。ギター担当
鴨川忠（チュウ） - 櫻井翔
暴走族（鮫洲一家）のヘッドだったが前作一件より暴走族は解散寸前で地味に活動。そんな中「鮫洲乙女塾」とタイマン中にヘッドの弥生に一目ぼれ。
結婚して一児の父となり、電気量販店で働く。
鴨川かごめ - 井ノ原快彦（20th Century）
チュウの暴走族の元ヘッドでチュウの兄。
妻・弥生と息子・鉄壁を守りたいという思いと、仲間を助けたいという思いとで悩んでいる時に彼を諭し、拉致されたシュンを助ける時には協力した。
岡野勝幸 - 山崎一
シュンの父親。本職は品川区役所戸籍課勤務だがローカルラジオのDJをやっている。
辻風真澄 - 櫻井淳子
「八塩ピース」の幹部。本名は暗鬼マキ。
高野君江 - 秋山菜津子
家族を持っているが、ハルと不倫をしており辻風とは高校の演劇部時代のライバル。
鴨川弥生 - 水川あさみ
チュウの妻。旧姓・袋小路。川崎から流れてきたレディース（鮫洲乙女塾）ヘッドだったが、チュウにタイマン中に惚れる。
その後、同棲、妊娠、結婚、出産を経て現在は一児の母。チュウを誰よりも理解しており、仲間を放っておけないことも知っている。
天宮美加里 - 宮地真緒
ボンの板前修業先の料亭の大将の娘。
天宮三六 -  でんでん
ボンの板前修業先の料亭の大将。
千景重森 - 大林丈史
「八塩ヒルズ」の建設を目論む実業家。
池田 - 村松利史
チュウの上司。

## 音楽
主題歌
- 嵐「PIKA★★NCHI DOUBLE」

挿入歌
- 嵐「道」
  - 前作とは違い、本作では2番（映画ではタクマが作詞した設定になっている）まで流れた。

## スタッフ
- 監督：堤幸彦
- 原案：井ノ原快彦（20th Century）
- 脚本：河原雅彦
- 音楽：辻陽